# Velocidad de los animales

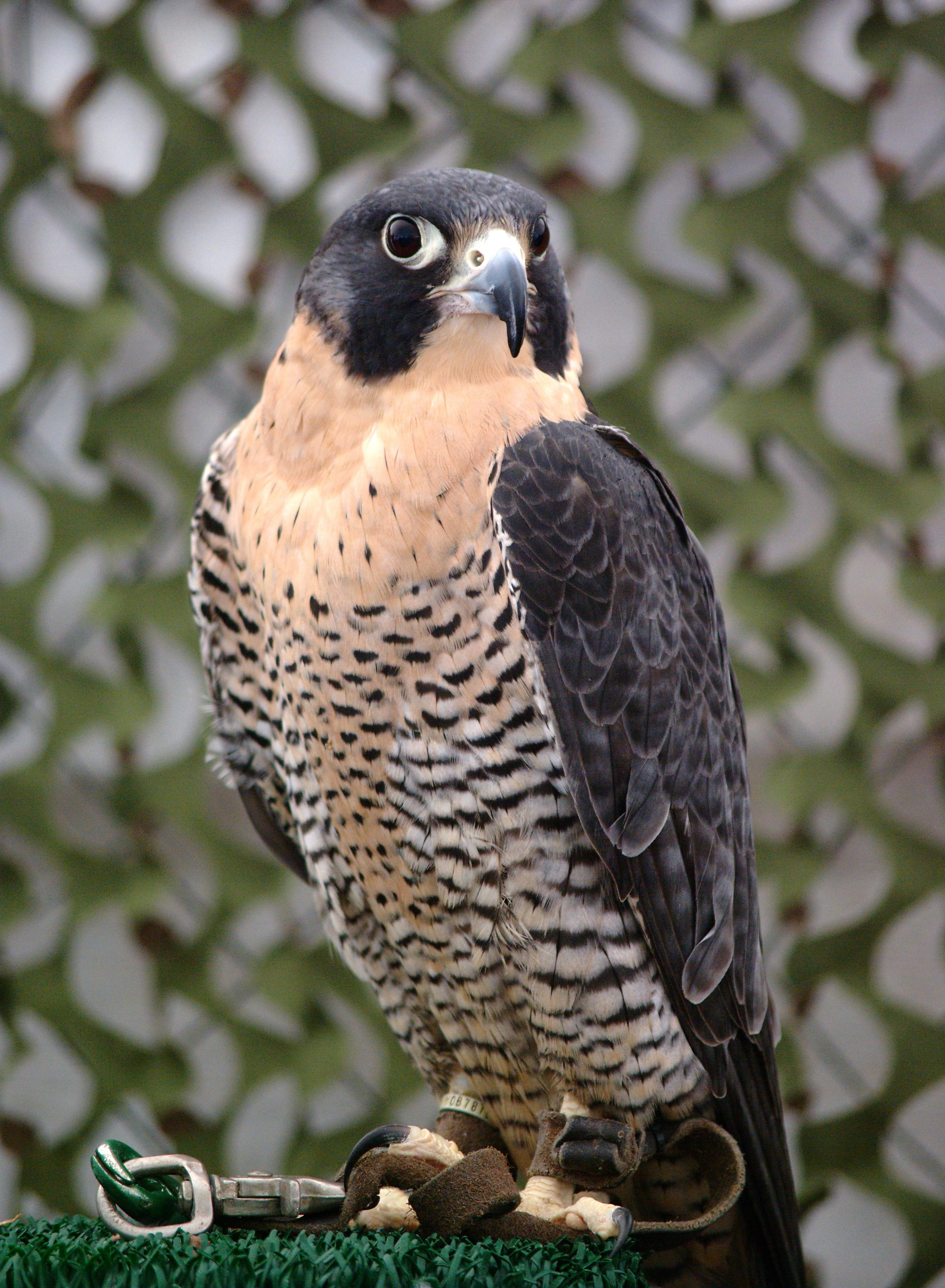
El halcón peregrino (Falco peregrinus) alcanza en picado los 390
km/h. En la imagen, cautivo, utilizado en exhibiciones de rapaces y cetrería.

La velocidad de los animales hace referencia a la velocidad (del latín velocitas, ‘ligereza o prontitud en el movimiento’) que pueden alcanzar los animales (del latín animal, ‘ser orgánico que vive, siente y se mueve por propio impulso’).

## Definición
La velocidad de los animales es la cuantificación —habitualmente medida en km/h o en m/s como resultado del cociente entre un espacio recorrido y el tiempo usado en recorrer dicho espacio— de una de las características fundamentales de los animales o animales: la locomoción o capacidad de movimiento autónomo.

## Animales veloces y lentos

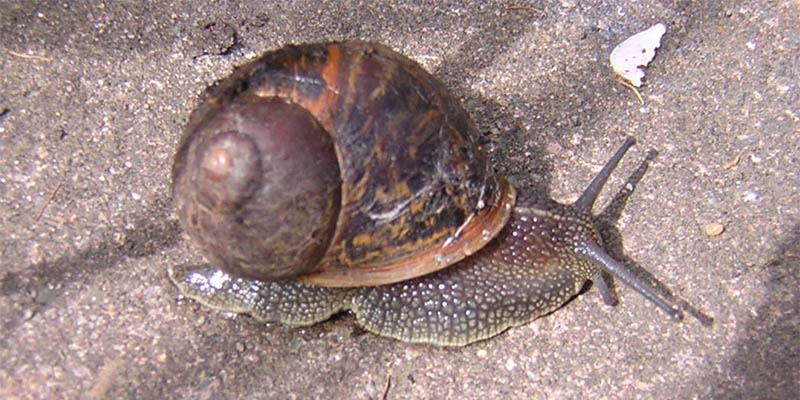
El caracol común de jardín, el más rápido de los caracoles, 50 m/h o 13,88 mm/s.

En un sentido coloquial, la expresión «velocidad de los animales» hace referencia al contraste entre una locomoción rápida, característica de animales como el halcón y el guepardo, y una locomoción lenta, propia de animales como la tortuga o el caracol. Más adelante, en la Tabla de velocidades máximas de animales pueden verse las velocidades de numerosos animales.
La velocidad depende de los límites físicos de los hábitats —aéreo, terrestre y acuático— y de los límites biológicos de las estructuras fisiológicas de los distintos aparatos locomotores que nos ayuda a conocer la alometría.
La velocidad, sin duda fruto de la selección natural, es un buen indicador de las estrategias adaptativas que han desplegado numerosas especies para sobrevivir.

## Locomoción animal
La locomoción animal es la capacidad de movimiento autónomo y constituye uno de los rasgos más específicos de los Animales frente a otros reinos de seres vivos (Plantas, Hongos, Protista, Monera). Debe advertirse que el movimiento celular interno se produce en todos los reinos biológicos, así como el transporte de sustancias y la comunicación celular.
La movilidad llevó a los animales a diferenciarse de las plantas y supuso un factor de éxito en su evolución. ya que les permitió conquistar nuevos espacios con ecosistemas más propicios, huir de los predadores y por tanto sobrevivir y diseminarse.
La biología evolutiva y, en concreto, la biología evolutiva del desarrollo en su estudio de los distintos planes corporales señala la simetría bilateral como una adaptación para el movimiento y la locomoción frente a la simetría radial, más propia de animales que no se desplazan (sésiles). Existen además unas constricciones del desarrollo, tanto funcionales como estructurales, que limitan la dirección de la evolución biológica. Pero hay más, y se deben atender nuevos aspectos recogidos en la teoría sintética de la evolución (la deriva genética, la mutación...), así como las aportaciones sugerentes de la teoría endosimbiótica de Lynn Margulis para comprender el sorprendente recorrido que el movimiento autónomo ha dado a la vida.
El término locomoción, para referirse a la movilidad autónoma de los animales, suele emplearse en los tratados de biología, morfología, anatomía comparada, fisiología, teriología, zoología y otras ciencias de la vida. En biología celular e ingeniería biomédica el término usado para expresar la capacidad de los organismos celulares o multicelulares para moverse de forma espontánea e independiente se denomina motilidad celular. En zoología se utiliza el término sésil para referirse a aquellos organismos, como los corales y percebes, que permanecen agarrados a un sustrato y no se desplazan.

### Tipos de movimiento
Los tres movimientos básicos que permiten la locomoción son: el movimiento ameboide, característico de protozoos, mohos y glóbulos blancos de los invertebrados (p.e.: ameba); el movimiento ciliar o flagelar, característico de protozoos ciliados (p.e.: paramecio y espermatozoide) y el movimiento muscular, que permite ejercer una fuerza que incide sobre el músculo esquelético produciendo movimiento, siendo este último el más extendido e importante.

### Sistemas de locomoción
Los distintos hábitats y ecosistemas determinan el abanico de modos de locomoción que los animales han desplegado a lo largo de la evolución.

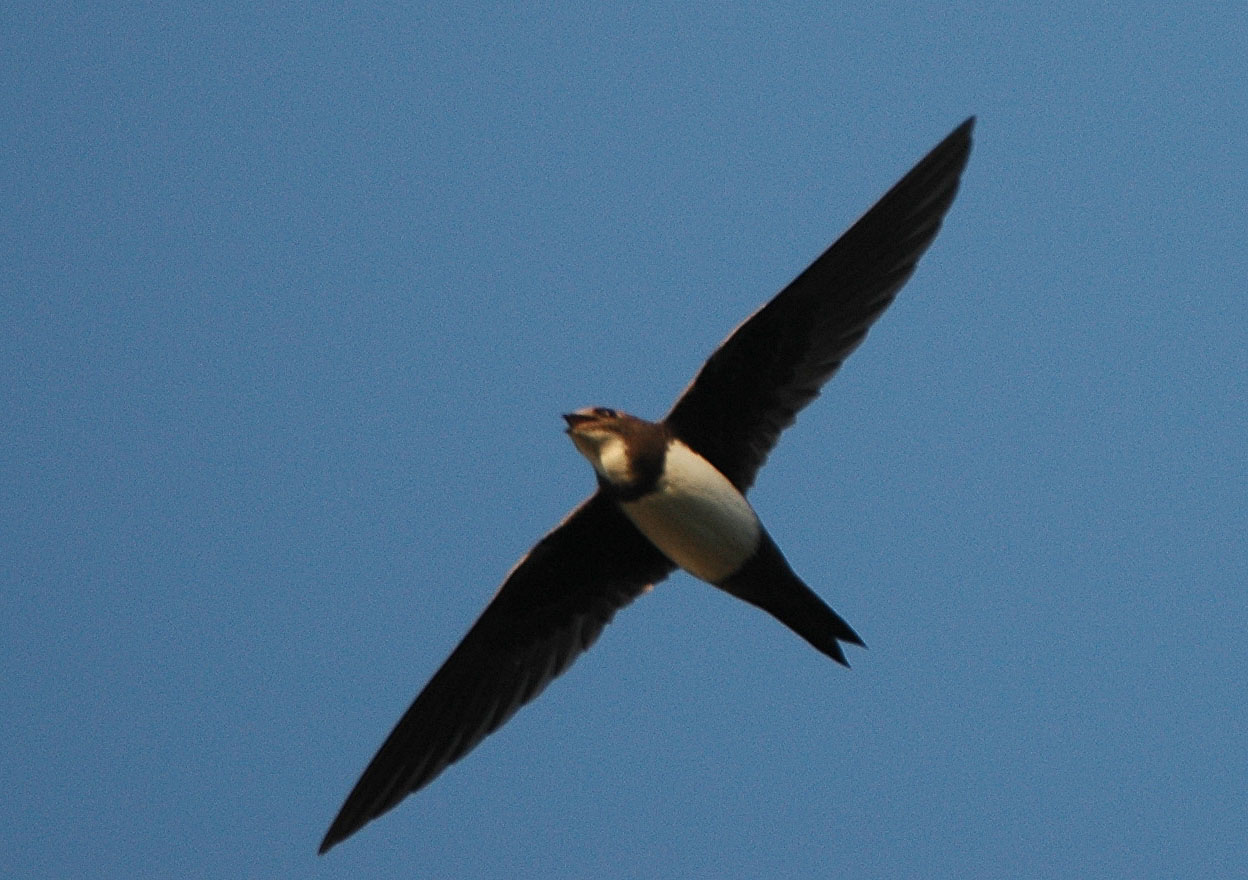
Vencejo real.

En el medio aéreo el vuelo y el planeo son los sistemas básicos. El vuelo de las aves consiste en la batida de las alas cuando se hace necesaria incrementar la fuerza de sustentación o en el planeo cuando dicha fuerza es suficiente y se hace innecesaria la batida. Las aves alcanzan las máximas velocidades en sus lanzamientos en picado. Sin duda, el medio aéreo, donde la resistencia al desplazamiento es mínima, es el más idóneo para la velocidad extrema. Los grupos de aves más rápidas (halcones, águilas, vencejos y golondrinas) disponen de una aerodinámica y unas condiciones biomecánicas asombrosas que, junto con un aprovechamiento muy eficiente de la fuerza de gravedad en sus lanzamientos en picado, les permite alcanzar las máximas de velocidad entre todos los seres vivos.

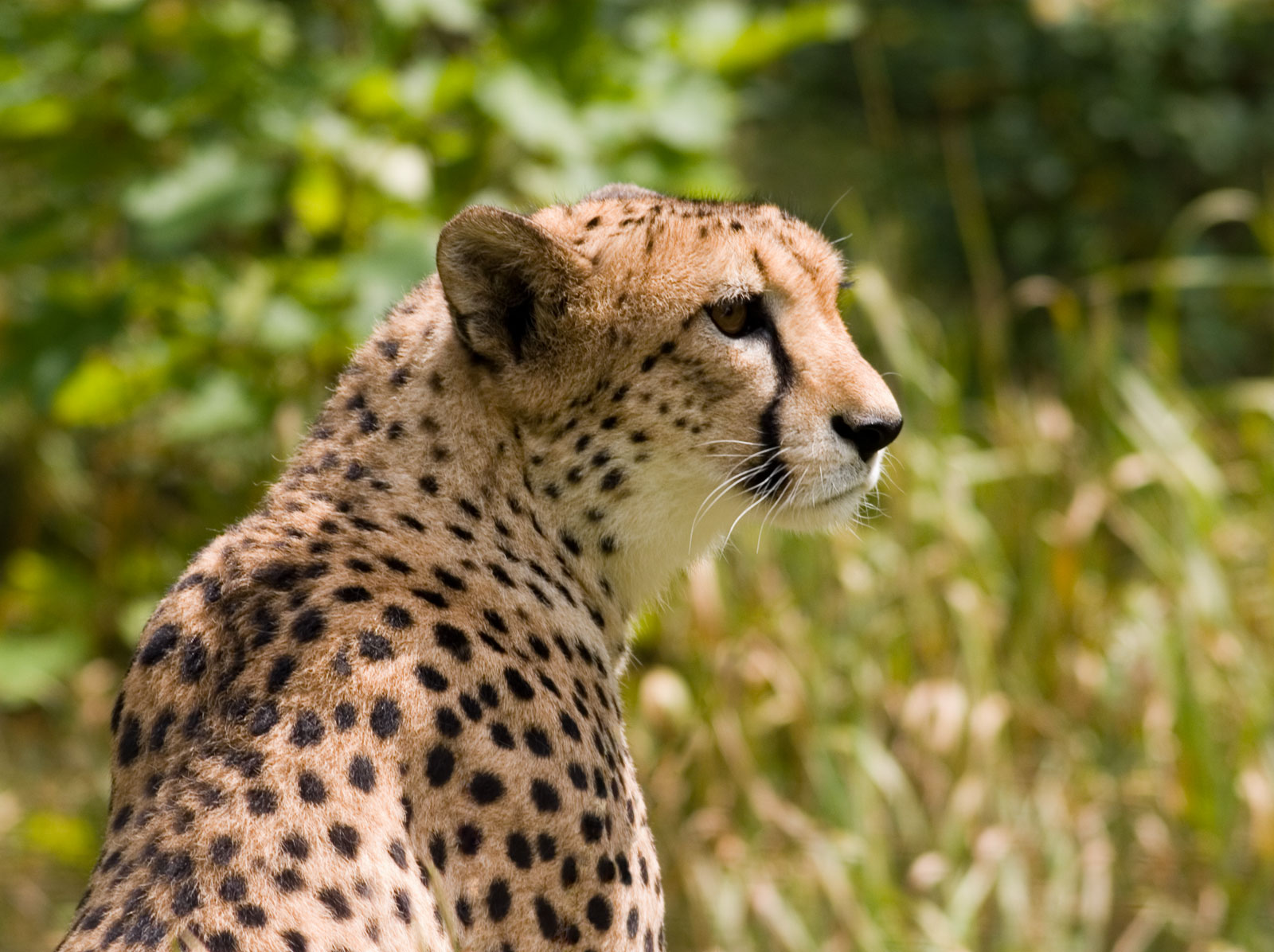
Guepardo.

En el medio terrestre la locomoción se puede producir por reptación, deambulación, básicamente cuadrúpeda y bípeda —ambas propias de animales tetrápodos—, braquiación, salto, por contracción y extensión —como lombrices y gusanos—. Las aves en el medio terrestre tienen una locomoción bípeda. Dependiendo del tipo de desplazamiento, modo y ritmo podemos hablar de marcha, paso, trote, galope, salto. El bipedismo o bipedestación humana tiene características muy particulares, así como la braquiación o locomoción braquial arbórea característica de los otros primates. Los sistemas de locomoción de los artrópodos, que incluyen a miriápodos e insectos, arácnidos y crustáceos resultan muy variados y complejos; además, estas clases de animales habitan en todos los medios y ecosistemas.

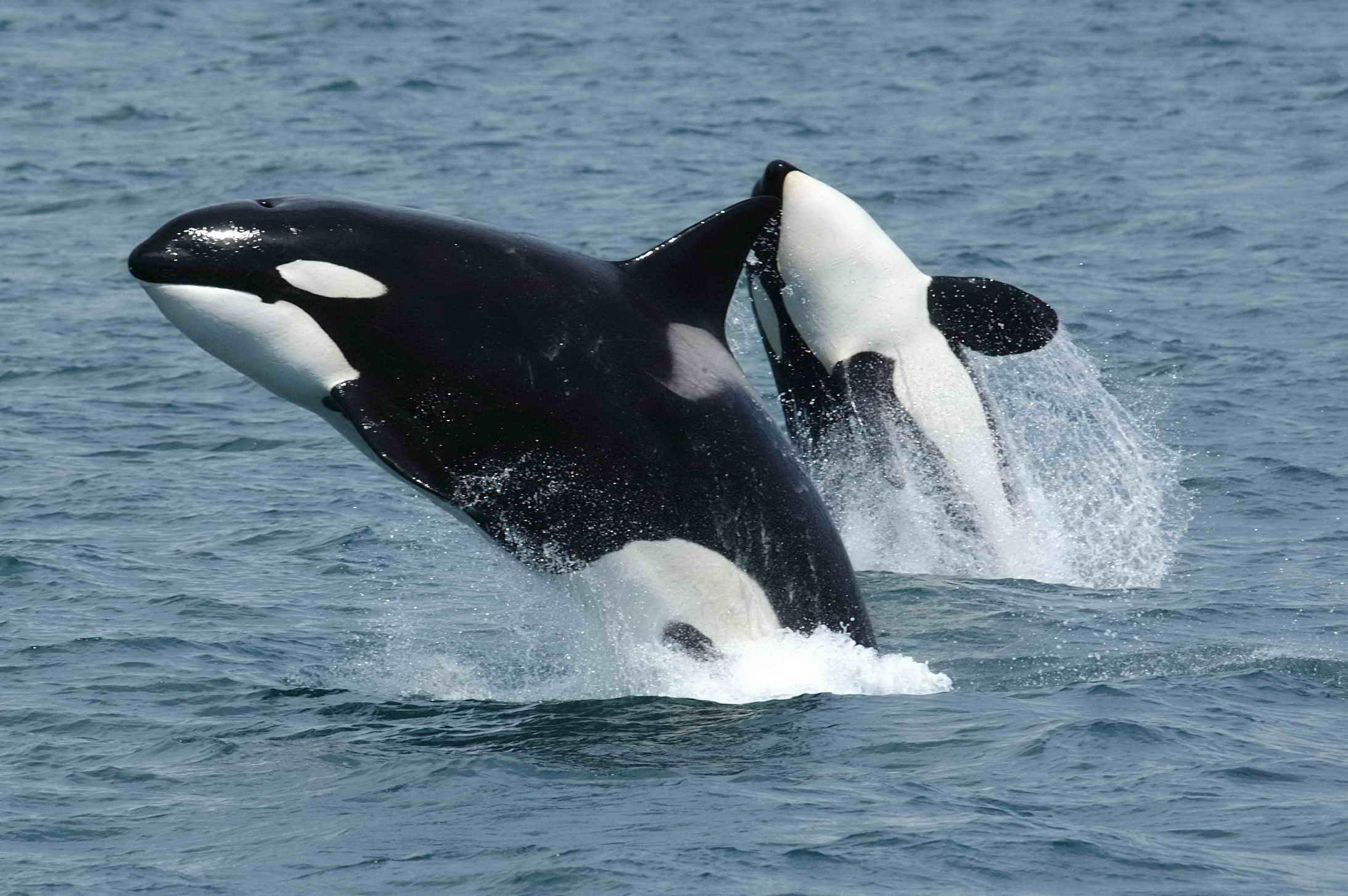
Orcas.

En el medio acuático, que incluye los ecosistemas marinos y los ecosistemas de agua dulce, son claves la capacidad de flotación y la natación activa muscular, que es el sistema de locomoción principal y característico de peces y mamíferos marinos. La natación activa muscular resulta extremadamente variada, ya que existe una especialización y desarrollo de distintas zonas musculares y aletas, ya sean caudales, pectorales o dorsales propias de la anatomía de los peces. Pero persisten otros sistemas de locomoción menos eficientes como el desplazamiento por vibraciones de flagelos; el uso de las extremidades como remos (crustáceos); la propulsión a chorro —expulsión de agua— usada por los cefalópodos y por las medusas, en las que se denomina natación pulsada; el salto, usado por los exocetos y otros animales para huir o cazar y la deambulación, ya sea sobre la superficie del fondo marino, habitual de los crustáceos o en las orillas, usada por los gobios y otros animales que se acercan a las orillas para la caza. Los animales con forma de gusano o serpiente, como las anguilas, se desplazan mediante la ondulación con movimientos similares a la reptación terrestre.

## Tabla de velocidades máximas de animales
En la siguiente tabla, se muestran las velocidades máximas que alcanzan diversas especies de animales, ya sean medias o instantáneas. 
Se incluyen las velocidades máximas del humano (Homo sapiens) registradas en diversas pruebas deportivas que se especifican columnas de observaciones. Los registros de nuestra especie, comprendida dentro del Reino Animalia (orden: Primates, familia: Hominidae, género: Homo, especie: Homo sapiens, subespecie: Homo sapiens sapiens), son útiles como marco de referencia comparativo. 
Se incluyen varios géneros y especies de dinosaurios, evidentemente extintos. Su velocidad de desplazamiento se estima a partir del análisis biomecánico de sus miembros así como los datos recogidos sobre su envergadura y masa corporal, longitud de zancada y huella. No obstante y ante la dificultad de confirmar los datos en especies extintas la polémica siempre estará abierta.
En la primera columna de la tabla se indica el nombre común en español (p.e. león). En la segunda el nombre científico de la especie que sigue la nomenclatura binomial de la taxonomía biológica: Género + Nombre específico (p.e. ‘Panthera Leo’). En la tercera columna la cifra de la velocidad máxima, expresada en kilómetros/hora (km/h) con sus referencias bibliográficas; indicándose distintas velocidades cuando las velocidades referenciadas son dispares y tomándose la superior para establecer la ordenación. En la cuarta columna se hacen observaciones y se indican enlaces internos que pueden tener interés. También se indica la velocidad en metros/hora (m/h) o centímetros/hora (cm/h) en los animales más lentos.
Para facilitar la búsqueda de animales la tabla puede reordenarse alfabéticamente (a-z/z-a) por 'Nombre común' y 'Nombre científico' y numéricamente (mayor a menor y menor a mayor) por 'Velocidad'.
| Nombre común                | Nombre científico o Especie        | Velocidad km/h     | Observaciones y otras referencias |
| --------------------------- | ---------------------------------- | ------------------ | --- |
| Halcón peregrino            | Falco peregrinus                   | 360 -230           | Vuelo en picado previo a la caza. 96 km/h en vuelo horizontal. Considerado el animal más rápido del mundo |
| Águila real                 | Aquila chrysaetos                  | 300                | Vuelo en picado previo a la caza |
| Vencejo real                | Tachymarptis melba                 | 200                | Estas aves pasan la mayor parte de su vida en el aire |
| Vencejo mongol              | Hirundapus caudacutus              | 170-125            | 170 km/h en vuelo horizontal. También se llama rabitojo mongol y golondrina de Mongolia |
| Alcatraz atlántico          | Morus bassanus                     | 160 - 95           | Velocidad en picado para pescar y Velocidad horizontal. Se zambulle como el pelícano pardo, familia pelícanos |
| Serreta mediana             | Mergus serrator                    | 129                | En vuelo horizontal. Es un pato de la subfamilia merginae |
| Tiburón mako                | Isurus oxyrinchus                  | 124                | También conocido como marrajo común o shortfin mako. Según pruebas recientes puede llegar a alcanzar velocidades punta de más de 124 km/h lo que le otorga el puesto de animal acuático más rápido, puesto que anteriormente se atribuía al pez vela con sus 110 km/h.                                                               |
| Cerceta común               | Anas crecca                        | 120                | Anátida, también denominada pato salvaje o pato aliverde |
| Guepardo                    | Acinonyx jubatus                   | 115 - 110 -95      | Mantiene la máxima velocidad durante unos 400 o 500 m. Es el animal terrestre y Mamífero más rápido |
| Pez vela del Pacífico       | Istiophorus platypterus            | 109                | La otra especie es el pez vela del Atlántico (no confundir con pez espada ni con aguja azul) |
| Pez espada                  | Xiphias gladius                    | 100                | Se le llama 'el gladiador'. Su pico es largo y aplanado |
| Serreta grande              | Mergus merganser                   | 100                | Como indica su nombre, es la serreta más grande de su género |
| Colibrí                     | Trochilinae                        | 100                | Trochilinae es una subfamilia |
| Pelícano pardo              | Pelecanus occidentalis             | 95                 | Vuelo en picado para pescar. Normalmente vuela a unos 60 km/h |
| Tigre del Amur              | Panthera tigris altaica            | 90                 | El mayor de todos los félidos. Alcanza esta velocidad en distancias cortas sobre la fría nieve del bosque siberiano. |
| Avestruz                    | Struthio camelus                   | 90 - 65 - 60       | Muy resistente. Alcanza los 2,8 m de altura. Es el ave no voladora y bípedo más rápido |
| Ardilla de las Carolinas    | Sciurus carolinensis               | 90                 | También llamada ardilla gris de las Carolinas. Habita en Norteamérica |
| Libélula común              | Anax junius                        | 85 - 25            | Ver suborden Anisoptera. Es el Invertebrado más rápido |
| León                        | Panthera leo                       | 80 -59             | En el caso de los machos pueden alcanzar 80km/h por cortos periodos, las hembras pueden alcanzar los 59km/h también por cortos periodos cuando cazan. |
| Berrendo                    | Antilocapra americana              | 80 - 65            | Resiste mucho tiempo una velocidad de 55 km/h. Habita en América del Norte |
| Canguro gris oriental       | Macropus giganteus                 | 80 - 55            | También llamado canguro gigante. No confundir con Canguro rojo |
| Reno o caribú               | Rangifer tarandus                  | 80-60              | El reno o caribú se encuentra en estado salvaje y domesticado; lleva a cabo grandes migraciones |
| Estrutiomimo                | Struthiomimus                      | 80                 | Extinto, es un dinosaurio terópodo ornitomímido, habiendo sido el más rápido de los animales extintos. |
| Aguja azul                  | Makaira nigricans                  | 80                 | No confundir con pez vela, pez espada ni con pez aguja |
| Águila calva                | Haliaeetus leucocephalus           | 75[cita requerida] | También denominado pigargo, pigargo de cabeza blanca y águila americana |
| Liebre común                | Lepus europaeus                    | 75 - 50            | También llamada liebre europea o norteña; del género Lepus, familia Leporidae |
| Caballo                     | Equus ferus caballus               | 70                 | Los 70 km/h los alcanza el caballo anglo-árabe |
| Asno salvaje asiático       | Equus hemionus                     | 70[cita requerida] | También se denomina onagro y hemión |
| Gacela de Thomson           | Eudorcas thomsonii                 | 70                 | Salta verticalmente más de 2 m |
| Atún rojo                   | Thunnus thynnus                    | 70                 | Ver también Thunnus (atún) distinto a Sarda (bonito) |
| Antílope eland común        | Taurotragus oryx                   | 70                 | Capaz de dar saltos de 1,5 m de altura |
| Tiburón azul                | Prionace glauca                    | 70                 | Superorden Selachimorpha. Ver Anexo:Taxonomía de los tiburones; hay 368 especies |
| Colibrí piquiancho          | Cynanthus latirostris              | 70                 | Su rápido aleteo le permite sostenerse en el aire y retroceder. Ver Trochilinae |
| Ornithomimus                | Ornithomimus                       | 70                 | Extinto, es un género de dinosaurios terópodos ornitomímidos |
| Correcaminos                | Geococcyx californianus            | 67                 | Velocidad en tierra, es un mediocre volador. |
| Rinoceronte blanco          | Ceratotherium simum                | 65 -45             | De color gris oscuro a marrón. El más grande de los rinocerontes |
| Lobo gris                   | Canis lupus                        | 65 - 50            | De gran resistencia, es el más grande y veloz de los cánidos |
| Coyote                      | Canis latrans                      | 65                 | Habita en Norteamérica y norte de América Central |
| Hiena manchada              | Crocuta crocuta                    | 65 - 60            | Es la más grande de la familia de los hiénidos. No es un cánido |
| Dromiceiomimus              | Dromiceiomimus                     | 65                 | Extinto; es un género de dinosaurios terópodo ornitomímidos |
| Cebra común                 | Equus quagga                       | 60 - 40            | Otras especies son la cebra de Grevy y la cebra de montaña |
| Bisonte americano           | Bison bison                        | 60                 | También llamado búfalo americano. Su pariente europeo es el Bison bonasus |
| Galgo inglés                | Canis lupus familiaris - Greyhound | 60                 | También denominado Lebrel inglés. Ver galgo. Es la raza de perro más rápida |
| Jirafa                      | Giraffa camelopardalis             | 60 - 50            | Es el animal más alto viviente, alcanza casi 6 metros |
| Ciervo de cola blanca       | Odocoileus virginianus             | 60                 | Este cérvido vive en América del Norte |
| Velocirráptor               | Velociraptor mongoliensis          | 60−75              | Extinto, es un género de dinosaurios terópodos dromeosáuridos |
| Calamar                     | Teuthida                           | 60                 | El calamar gigante puede medir 18 metros y es el invertebrado más grande |
| Guacamayo jacinto           | Anodorhynchus hyacinthinus         | 56                 | Es el guacamayo de mayor tamaño (hasta 1 m) y muy usado como mascota |
| Orca                        | Orcinus orca                       | 56 - 55            | Es el miembro más grande de la familia de los Delfínidos y el mamífero marino más rápido |
| Pez volador                 | Exocoetidae                        | 55                 | Familia. Pueden estar hasta 45 s fuera del agua a unos 30 km/h |
| Canguro rojo                | Macropus rufus                     | 55                 | Puede dar saltos de 9 metros de longitud y 3 de altura |
| Facóquero                   | Phacochoerus africanus             | 55                 | Familia de los suidos, también se denomina jabalí de la sabana |
| Licaón                      | Lycaon pictus                      | 55 - 48            | Cánido salvaje con una vida social desarrollada. Vive al sur del Sahara |
| Marsopa de Dall             | Phocoenoides dalli                 | 55                 | Habitan en el norte del océano Pacífico |
| Antílope ruano              | Hippotragus equinus                | 50                 | También se denomina hipotrago o antílope caballo |
| Asno salvaje africano       | Equus africanus                    | 50                 | De esta especie desciende el asno doméstico. |
| Casuario                    | Casuarius casuarius                | 50                 | Género Casuarius. Alcanza el metro y medio de altura y puede pesar hasta 80 kilos |
| Edmontosaurus               | Edmontosaurus                      | 50                 | Extinto, es un género de dinosaurios ornitópodos hadrosáuridos |
| Thescelosaurus              | Thescelosaurus                     | 50                 | Extinto, es el género de dinosaurio ornitópodo hipsilofodóntido |
| Rebeco                      | Rupicapra rupicapra                | 50                 | Salta 2 m de altura y 6 m de longitud. Vive en Europa y oeste de Asia |
| Vicuña                      | Vicugna vicugna                    | 50                 | Vive en los Andes centrales de Sudamérica |
| Gato                        | Felis silvestris catus             | 48                 | Originario de Egipto, el 'Mau egipcio' es la raza más rápida de gato doméstico. |
| Emú                         | Dromaius novaehollandiae           | 48                 | Habita en Australia. Es el ave más grande después del avestruz |
| Gallimimus                  | Gallimimus                         | 48                 | Extinto, es el género de dinosaurio terópodo ornitomímido |
| Tiranosaurio rex            | Tyrannosaurus rex                  | 47 - 24            | Extinto, es un dinosaurio terópodo tiranosáurido |
| Albertosaurio               | Albertosaurus                      | 40                 | Extinto, es un género de dinosaurio terópodo tiranosáurido |
| Elefante africano           | Loxodonta africana                 | 40                 | Camina a unos 6 km/h; es el mayor mamífero terrestre |
| Delfín común                | Delphinus                          | 40                 | Habita en las aguas cálidas de todo el mundo. |
| León marino de California   | Zalophus californianus             | 40 - 30            | Tiene patas articuladas y no debe confundirse con la foca que solo tiene aletas |
| Humano                      | Homo sapiens                       | 37,57              | Carrera de 100 metros en 9,58 s (cifra centesimal) Usain Bolt La máxima velocidad punta o velocidad instantánea se alcanza entre los 50 y 60 metros de carrera. El análisis de la carrera de Usain Bolt en el Campeonato Mundial de Atletismo de 2009 constató 44,72 km/h entre los 60 y los 80 metros (recorridos en 1,61 segundos) |
| Humano                      | Homo sapiens                       | 37,51              | Carrera de 200 metros en 19,19 s (cifra centesimal) Usain Bolt |
| Pingüino papúa              | Pygoscelis papua                   | 36                 | Es el pingüino más veloz. Viven en islas subantárticas. |
| Delfín mular                | Tursiops truncatus                 | 35[cita requerida] | Por su sociabilidad es la especie que suele estar en cautividad |
| Garrobo                     | Ctenosaura similis                 | 35[cita requerida] | También denominada iguana rayada. Es el Reptil no extinto más rápido |
| Tortuga laúd                | Dermochelys coriacea               | 35                 | Peso promedio de 250–270 kg, velocidad promedio de 35 km por hora. Es la tortuga marina más rápida. |
| Pingüino de anteojos        | Spheniscus demersus                | 33                 | También conocido como p. de El Cabo y p. africano, vive en África meridional, en las islas cercanas al Cabo de Buena Esperanza |
| Ardilla                     | Sciurus aureogaster                | 32                 | La ardilla gris mexicana (Sciurus aureogaster), conocida en México simplemente como ardilla gris, y también como ardilla arborícola o ardilla vientre rojo |
| Ballena azul                | Balaenoptera musculus              | 30                 | También llamado rorcual azul. Es el animal más grande del planeta, pertenece a la familia Balaenopteridae (rorcuales) a las que alguna referencia señala velocidades de 48 km/h |
| Rorcual común               | Balaenoptera physalus              | 30                 | Es el segundo animal más grande del planeta después de la ballena azul. Del género Balaenoptera y de la familia Balaenopteridae (rorcuales). |
| Murciélago pescador         | Noctilio leporinus                 | 28,8               | Vuelo bajo a ras del agua previo a la pesca de 5 a 8 m/s |
| Humano                      | Homo sapiens                       | 26                 | Carrera – 1500 m |
| Foca cangrejera             | Lobodon carcinophagus              | 25                 | Habita en las aguas antárticas y subantárticas. Se alimenta de kril |
| Langosta migratoria         | Locusta migratoria                 | 25                 | Es un insecto ortóptero, También conocido como l. migratoria africana. Constituye una plaga que arrasa los cultivos |
| Tortuga de caparazón blando | Trionychidae                       | 24                 | La tortuga más rápida del mundo es la tortuga de caparazón blando, que alcanza los 24 km por hora. |
| Morsa                       | Odobenus rosmarus                  | 24                 | Subespecies: Od.ros.rosmarus (Atlántico) y Od.ros.divergens (Pacífico) |
| Bogavante                   | Homarus gammarus                   | 23                 | Dos de sus patas las ha convertido en poderosas y peligrosas pinzas |
| Langosta europea            | Palinurus elephas                  | 23                 | Crustáceo que vive en las costas del Atlántico y el Mediterráneo |
| Avispón                     | Vespa crabro                       | 21,6               | 6 m/s; de gran tamaño, 2 a 3 cm; su picadura es muy dolorosa |
| Humano                      | Homo sapiens                       | 20                 | Maratón – 42 195 metros |
| Mamba negra                 | Dendroaspis polylepis              | 20 - 10,8          | Es la serpiente terrestre más rápida y la mayor serpiente venenosa de África |
| Dragón barbudo              | Pogona vitticeps                   | 19,3               | Originario de Australia |
| Dugongo                     | Dugong dugon                       | 18                 | Sirenio herbívoro, pariente del manatí. Vive en zonas tropicales |
| Dragón de Komodo            | Varanus komodoensis                | 18                 | Es el saurio de mayor tamaño, alcanza los 3 m de longitud |
| Rata de alcantarilla        | Rattus norvegicus                  | 18                 | La rata gris, rata parda, rata marrón, rata noruega, rata china, guarén o rata de alcantarilla (Rattus norvegicus) |
| Basilisco común             | Basiliscus basiliscus              | 12 - 10,8          | Velocidad sobre el agua erguido a dos patas. Ver Basiliscus |
| Ballena franca              | Eubalaena                          | 10                 | De la familia Balaenidae, con tres especies: Eubalaena australis, Eubalaena glacialis, Eubalaena japonica |
| Humano                      | Homo sapiens                       | 8,45               | Natación – 50 metros libres |
| Escarabajo tigre            | Cicindelinae                       | 8                  | Si mantuviera la proporcionalidad entre tamaño y velocidad y fuera tan grande como un ser humano su velocidad superaría los 360 km/h. |
| Humano                      | Homo sapiens                       | 6                  | Natación – 1500 m libres |
| Humano                      | Homo sapiens                       | 4                  | Andando. La velocidad caminando oscila entre unos 3 y 5 km/h |
| Pangolín gigante            | Manis gigantea                     | 3,6 - 2,5          | Vive en África, en las selvas tropicales. Ver Manis |
| Araña tegenaria             | Tegenaria domestica                | 1,8                | De la familia de Agelenidae, habita en viviendas y jardines |
| Tortuga leopardo            | Stigmochelys pardalis              | 1,008              | La tortuga leopardo Bertie ganó el Récord Guiness de la tortuga más rápida del mundo a paso normal. Alcanzó una distancia de 5,48 metros (18 pies) en 19,59 segundos. |
| Caracol común de jardín     | Helix aspersa                      | 0,05               | 0.05 km/h = 50 m/h. Es el más rápido de los caracoles. |
| Caracol romano              | Helix pomatia                      | 0,0058             | 0,0058 km/h = 5,8 m/h. También se denomina caracol comestible |

### Sobre animales
- Especie en peligro de extinción
- Anatomía animal
- Anatomía topográfica
- Aparato locomotor de mamíferos
- Derechos de los animales
- Terminología anatómica de localización

### Sobre velocidad
- Cinemática
- Velocidad